# إدوارد سادومبا
إدوارد سادومبا (بالإنجليزية: Edward Sadomba)‏ (31 أغسطس 1983 بهراري في زيمبابوي - ) هو لاعب كرة قدم زيمبابوي في مركز الهجوم. شارك مع منتخب زيمبابوي لكرة القدم. أما مع النوادي، فقد لعب مع النادي الأهلي وبيدفيست ويتس وليغا موكولمانا مابوتو ونادي اتحاد كلباء ونادي الهلال ونادي ديناموز وماريتزبرغ يونايتد ‏.

## روابط خارجية
- إدوارد سادومبا على موقع قاعدة بيانات كرة القدم.إي يو (الإنجليزية)
- إدوارد سادومبا على موقع ناشيونال فوتبول تيمز (الإنجليزية)
- إدوارد سادومبا على موقع Soccerway.com (الإنجليزية)